# Exponent
In de wiskunde is een exponent (van het Latijnse exponere: buiten plaatsen) het aantal malen dat het grondtal in een machtsverheffing met zichzelf vermenigvuldigd wordt om het resultaat te verkrijgen.
Voorbeeld: {\displaystyle 7^{4}=7\cdot 7\cdot 7\cdot 7=2401}
Hierin is 4 de exponent. Deze wordt doorgaans genoteerd in superscript rechts naast het grondtal. 
Nog enkele voorbeelden: 
{\displaystyle 10^{6}=10\cdot 10\cdot 10\cdot 10\cdot 10\cdot 10=1.000.000}
{\displaystyle 1,\!3^{3}=1,\!3\cdot 1,\!3\cdot 1,\!3=2,\!197}
{\displaystyle e^{e}\approx 2{,}718\ldots ^{2{,}718\ldots }\approx 15{,}154\ldots }

## Logaritme
De wiskundige functie die als 'uitkomst' de exponent heeft is de logaritme. 
Voorbeeld: {\displaystyle {}^{7}\!\log 2401=4\Leftrightarrow 7^{4}=2401}.
{\displaystyle {}^{7}\!\log 2401} is dus het getal x waarvoor geldt: als 7 verheven wordt tot de macht x dan is het resultaat 2401. 

## Buiten de wiskunde
Buiten de wiskunde verstaat men onder een 'exponent' een vooraanstaand vertegenwoordiger van een bepaalde stroming.